# Vincent Burroni
Vincent Burroni, né le 1er octobre 1947 à Châteauneuf-les-Martigues (Bouches-du-Rhône), est un homme politique français. 

## Biographie
Il est député de la 12e circonscription des Bouches-du-Rhône de 1998 à 2002 puis de 2012 à 2017. Il a été maire de Châteauneuf-les-Martigues de 2003 à 2014 et conseiller général de 2004 à 2012.